# Дельфіній руський
Цар-зілля клинувате, дельфі́ній ру́ський (Delphinium cuneatum) — отруйна багаторічна рослина родини жовтецевих. Ендемік Східної Європи, занесений до Червоної книги України. Маловідома декоративна культура.

## Опис
Трав'яниста рослина 50–120 см заввишки, криптофіт. Має коротке кореневище. Стебло прямовисне, просте або при основі розгалужене, у нижній частині голе або коротко запушене, у верхній — разом з приквітками і квітконіжками коротко запушене. Листки при основі клиноподібні, зісподу і по жилках зверху притиснуто пухнасті.
Суцвіття — проста або розгалужена китиця, верхні приквітки пальчасто-роздільні на п'ять-сім частин. Листочки оцвітини сині, яйцеподібні, коротко запушені, рідше майже голі.
Плід — багатолистянка з голими або коротко запушеними окремими листянками. Насінини тригранні, темно-сірі, по краях широко крилаті.

## Екологія та поширення
Зростає на узліссях, в чагарниках, на кам'янистих схилах. Мезофіт. Квітне у липні. Плодоносить у серпні-вересні.
Ендемік Східної Європи. Поширений на півдні європейської частини Росії та в Лівобережній Україні (лісостепова та степова зони, басейн річки Сіверський Донець). Адміністративні регіони: Харківська, Донецька, Луганська області.

## Значення і охоронний статус
Має господарське значення як декоративна і отруйна рослина та як матеріал для селекційної роботи.
Дикорослі популяції нечисельні, їх структура не досліджена. Низька чисельність обумовлена природно-історичною рідкісністю, слабкою конкурентною здатністю виду, випасанням худоби, розорюванням степових ділянок, збиранням квітів на букети.
Дельфіній руський включений до Червоної книги України, де має природоохоронний статус «Вразливий». Також входить до Червоної книги Донецької області. Охороняється рішенням Луганської обласної ради. Включений до офіційних переліків регіонально рідкісних рослин Дніпропетровської, Донецької, Львівської, Сумської і Харківської областей.
Охороняється в Національному природному парку «Святі Гори». Вирощують у Донецькому ботанічному саду НАН України з 1977 року.

## Систематика
У Червоній книзі України Delphinium rossicum наведено як біноміальну назву дельфінія руського. Згідно систематики, наведеній на сайті «The Plant List» та сайті Європейської агенції довкілля дельфіній руський (Delphinium rossicum Litv.) є синонімом дельфінія клиноподібного (Delphinium cuneatum Steven ex DC.).